# Penedes (Taradell)
Penedes és una masia de Taradell (Osona) inclosa a l'Inventari del Patrimoni Arquitectònic de Catalunya.

## Descripció
Masia de planta rectangular coberta a dues vessants, amb el carener paral·lel a la façana a la qual s'orienta a llevant. Es troba assentada damunt unes margues que marquen un lleuger pendent. L'edificació es divideix en dos sectors, el de l'esquerre té un pis més que el de la dreta. En aquest sector, a nivell del primer pis, s'hi obre un portal d'arc convex, al qual s'accedeix a través d'unes escales de pedra; en aquest indret hi ha diverses finestres. A tramuntana s'hi annexiona cossos i a nivell del primer pis hi ha una finestra amb inflexió gòtica. A migdia s'hi obre un cos de porxos al primer pis i els arcs són rebaixats i la barana catalana. En aquest sector s'hi forma un clos tancat que és de lliça. A la part de ponent hi ha una finestra protegida per un gran llangardaix. L'estat de conservació és força bo.

## Història

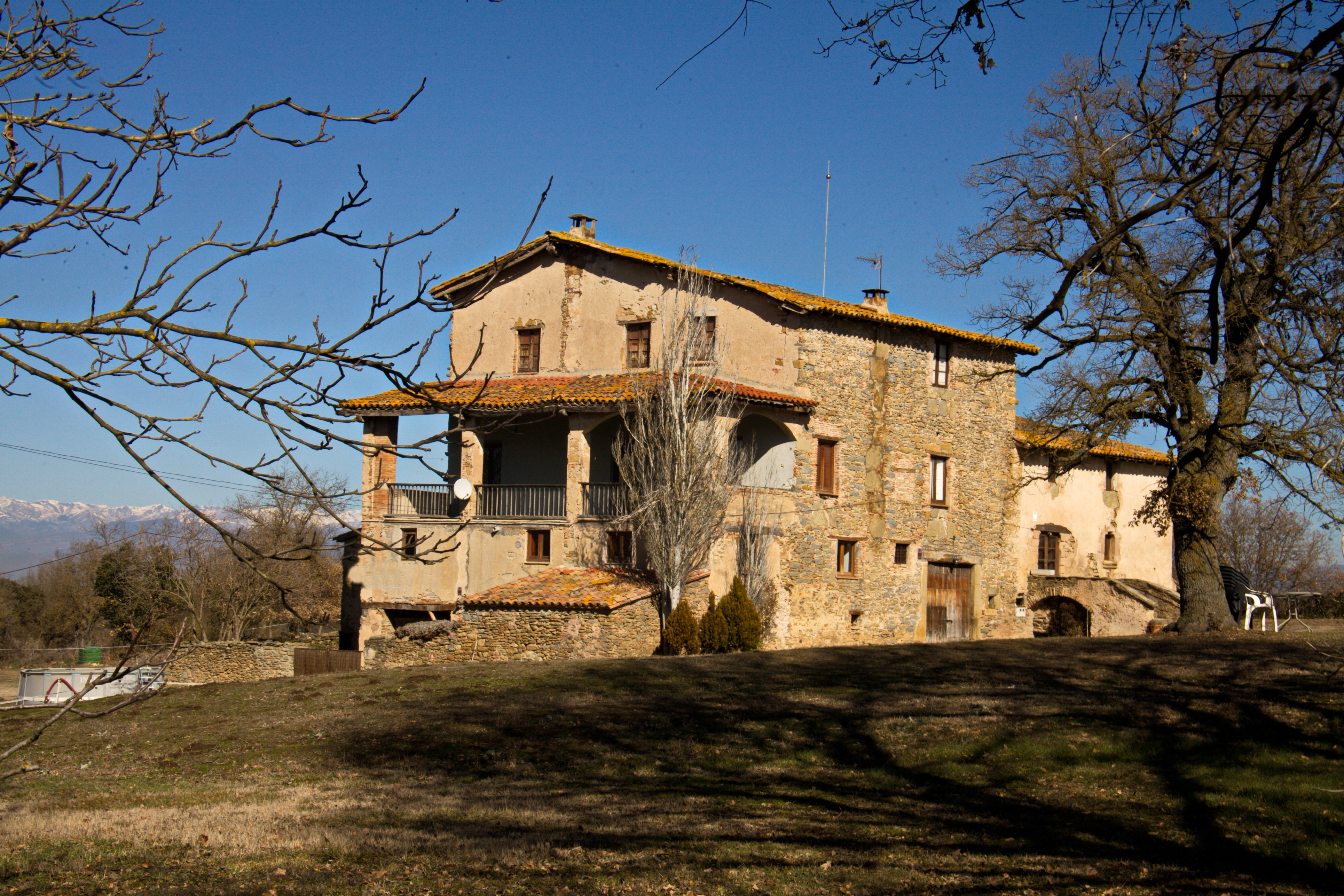
Vista de la façana sud

La masia existia en dates anteriors al 1325 i com la majoria de masies situades al NE de la població pertanyia a la parròquia de Santa Eugènia de Berga, malgrat que actualment es trobin dins del terme municipal de Taradell. Moltes d'aquestes masies havien nascut per l'establiment de fadristerns en terres no gaire llunyanes al mas patern. El Penedès no patí el despoblament provocat per la pesta negra i la trobem registrada en els fogatges del segle xvi i en el nomenclàtor de la província de Barcelona de l'any 1860. Pels elements arquitectònics podem dir que la masia fou reformada i ampliada aproximadament entre els segles xvi i xviii.